# Æthelred I van Wessex
Æthelred I of Etherlred I (ca. 837 – 871) was koning van Wessex en Kent van 865 tot 871.
Hij was de vierde zoon van Æthelwulf en volgde zijn broer Æthelberht op als koning van Wessex.
Hij had twee zonen, van wie Æthelwald de oudste was.
Æthelred slaagde er niet in de in aantal toenemende verwoestende invallen van de Denen (Vikingen) onder controle te krijgen. Op 8 januari 871 slaagde zijn leger, onder leiding van zijn jongere broer Alfred, erin een Deens invasieleger te verslaan in de slag bij Ashdown, maar later in dat jaar werd hij gedood in de slag bij Merton.
Hij werd begraven in Wimborne Minster in het graafschap Dorset. Hij werd na zijn dood wel als heilige beschouwd, maar nooit officieel heilig verklaard. Hij werd opgevolgd door zijn jongere broer Alfred (later bijgenaamd de Grote).
Tyra Danebot wordt als een dochter van hem en zijn echtgenote Wulfthryth genoemd. Zij zou, nadat ze als gijzelaarster meegevoerd werd naar Jelling, Denemarken, de echtgenote worden van Gorm de Oude (meestal als de eerste koning van Denemarken aangemerkt).
Cerdic · Cynric · Ceawlin · Ceol · Ceolwulf · Cynegils · Cwichelm · Cenwalh · Penda van Mercia/Cenberht (?) · Cenwalh · Seaxburg · Æscwine · Centwine · Cædwalla · Ine · Æthelheard · Cuthred · Sigeberht · Cynewulf · Beorhtric · Egbert · Æthelwulf · Æthelbald · Æthelberht · Æthelred · Alfred de Grote · Eduard de Oudere · Æthelstan
- International Standard Name Identifier: 0000 0000 3929 4860
- Library of Congress Control Number: nb2008005884
- Museum of New Zealand Te Papa Tongarewa: 66199
- Virtual International Authority File: 68460968
- WorldCat: E39PBJdrFtmQDW4HQBXhJGPhHC